# Василенко, Григорий Иванович
Григорий Иванович Василенко — советский хозяйственный, государственный и политический деятель, генерал-лейтенант. Участник Великой Отечественной войны. Член КПСС.

## Биография
Родился 6 января 1924 года в селе Колотиловка, в крестьянской семье. По окончании средней школы города Тулы в 1941 году, поступил в Тульское артиллерийское училище. С октября 1941-го в составе сводного батальона курсантов училища участвовал в обороне Москвы. Войну прошёл с 129-й Орловской Краснознамённой ордена Кутузова стрелковой дивизией.
С 1947 года — на хозяйственной, общественной и политической работе. В 1947—1999 гг. — ответственный работник внешней разведки СССР, ответственный работник центрального аппарата КГБ при СМ СССР, начальник УКГБ по Краснодарскому краю, писатель, председатель Союза писателей-фронтовиков Кубани.
Делегат XXV, XXVI, XXVII и XXVIII съездов КПСС.
Скончался 25 августа 1999 года в городе Краснодаре.

## Сочинения
- Подвиг Зорге : повести и рассказы / Г.Василенко. — Краснодар : «Советская Кубань», 1995. — 160 с.
- Псевдонимы : роман / Г.Василенко. — Краснодар : «Советская Кубань», 1997. — 304 с.
- Без срока давности : повесть / Г. И. Василенко. — Краснодар : Кн. изд-во, 1987. — 238 с. : ил.
- Бои местного значения : записки офицера / Г. И. Василенко. — Краснодар : Кн. изд-во, 1980. — 319 с.
  - Бои местного значения : записки командира роты / Г. И. Василенко; Предисл. И. Стаднюка; худож. В. Терещенко. — М.: Современник, 1983. — 336 с. — (Память). — 75 000 экз.
- В неоплатном долгу / Г. И. Василенко. — Краснодар : Кн. изд-во, 1988. — 112 с.
- Вешняя Кубань : худож.-докум. повесть / Г. И. Василенко; послесл. Б.Тумасова; худож. А.Тахтамышев. — Краснодар : Кн. изд-во, 1990. — 272 с. : ил.
- Крик безмолвия : записки генерала / Г. И. Василенко. — Краснодар : Юж. звезда, 1994. — 334 с.